# Bertil Lindblom
Bertil Sivert Valdemar Lindblom, född 10 mars 1924 i Stockholm, död där 11 mars 1980, var en svensk målare.
Han var son till tryckaren Thure Jacob Lindblom och Hilma Matilda Nyström. Lindblom studerade vid Signe Barths målarskola i Stockholm 1948 och vid Konsthögskolan 1948–1953 samt under studieresor till Frankrike. Tillsammans med Holger Janson ställde han ut på Galerie Æsthetica 1955 och han medverkade i Nationalmuseums utställning Unga tecknare och på Liljevalchs vårsalonger. Han har målat figurstudier, kubistiska skärgårdslandskap och abstrakta kompositioner, samt varit verksam som illustratör. Lindblom är representerad vid Nationalmuseum i Stockholm.   